# دیپولاریزاسیون

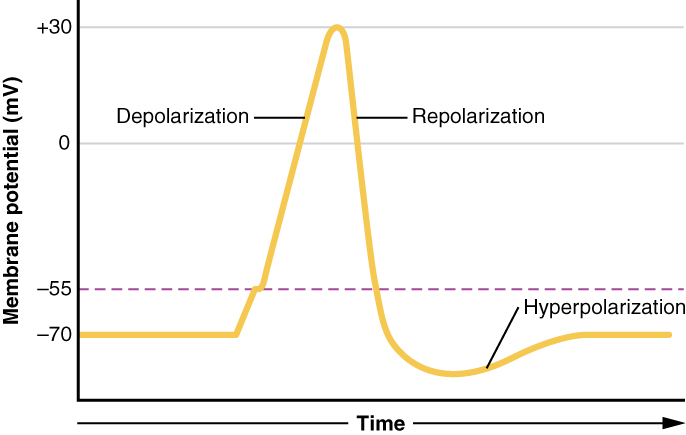
پتانسیل عمل در یک نورون، نشان‌دهندهٔ دیپولاریزاسیون است که در آن بار داخلی سلول کمتر منفی می‌شود (مثبت تر) و دفع مجدد صورت می‌گیرد، جایی که بار داخلی به یک مقدار بیشتر منفی بر می‌گردد.

در زیست‌شناسی، واقطبش، قطب‌زدایی یا دیپولاریزاسیون، تغییری درون سلول است که در طول آن سلول دچار تغییر در توزیع بار الکتریکی می‌شود که سبب می‌شود بار منفی کمتری در داخل سلول ایجاد شود. دیپولاریزاسیون برای کارکرد بسیاری از سلول‌ها، ارتباط بین سلول‌ها و فیزیولوژی کلی یک ارگانیسم ضروری است.
بیشتر سلول‌ها در ارگانیسم‌های بالاتر، محیط داخلی را حفظ می‌کنند که نسبت به قسمت خارجی سلول منفی شده است. به این اختلاف بار، پتانسیل غشای سلول گفته می‌شود. در فرایند دیپولاریزاسیون، بار داخلی منفی سلول به‌طور موقت مثبت تر می‌شود (کمتر منفی). این تغییر از پتانسیل غشایی منفی به پتانسیل غشایی مثبت‌تر در طی چندین فرایند، از جمله پتانسیل عملی رخ می‌دهد. در طی یک پتانسیل عملی، دیپولاریزاسیون به حدی بزرگ است که به‌طور خلاصه، قطبیت اختلاف پتانسیل در طول غشای سلولی را برعکس می‌کند، در حالی که در داخل سلول به‌طور مثبت شارژ می‌شود.
تغییر بار معمولاً به دلیل نفوذ یون‌های سدیم به داخل سلول اتفاق می‌افتد، اگرچه این اتفاق می‌تواند با نفوذ هر نوع کاتیون یا جریان هر نوع آنیونی صورت گیرد. برعکس دیپولاریزاسیون، هایپرپولاریزاسیون نامیده می‌شود.
کاربرد اصطلاح «دیپولاریزاسیون» در زیست‌شناسی با کاربرد آن در فیزیک متفاوت دارد. در فیزیک این اصطلاح به موقعیت‌هایی گفته می‌شود که در آن‌ها هر نوع قطبیت، به مقدار صفری تغییر می‌کند.
دیپولاریزاسیون گاهی به عنوان هایپرپولاریزاسیون شناخته می‌شود.

## فیزیولوژی
روند دیپولاریزاسیون کاملاً به خاصیت ذاتی الکتریکی اکثر سلول‌ها وابسته است. هنگامی که سلولی در حال استراحت است، سلول آن چیزی را که به عنوان پتانسیل استراحت شناخته می‌شود، حفظ می‌کند. پتانسیل استراحت ایجاد شده تقریباً توسط همهٔ سلول‌ها باعث می‌شود فضای داخلی سلول نسبت به فضای بیرونی سلول بار منفی داشته باشد. برای حفظ این عدم تعادل الکتریکی، ذرات دارای بار میکروسکوپی مثبت و منفی به نام یون‌ها در غشای پلاسمایی سلول انتقال داده می‌شوند. جا به جایی یون‌ها از طریق غشای پلاسمایی از طریق چند نوع پروتئین مختلف ترانس غشاء قرار گرفته شده در غشای پلاسمایی سلول انجام می‌شود که به عنوان مسیری برای یون‌ها به داخل و خارج سلول، مانند: کانال‌های یونی، پمپ‌های پتاسیم سدیم و کانال‌های یونی وابسته به ولتاژ عمل می‌کنند.

### پتانسیل استراحت
پتانسیل استراحت باید قبل از دیپولاریزه شدن سلول در در درون سلول ایجاد شود. مکانیسم‌های بسیاری وجود دارند که سلول می‌تواند با آن‌ها پتانسیل استراحت را ایجاد کند، هر چند که، یک روند معمولی برای تولید این پتانسیل استراحت وجود دارد که بسیاری از سلول‌ها از آن پیروی می‌کنند. سلول از کانال‌های یونی، پمپ‌های یونی و کانال‌های یونی وابسته به ولتاژ استفاده می‌کند تا پتانسیل استراحت منفی را در سلول ایجاد کند. با این حال، روند تولید پتانسیل استراحت در داخل سلول، یک محیط خارج از سلول را ایجاد می‌کند که توانایی دیپولاریزاسیون را دارد. پمپ پتاسیم سدیم تا حد زیادی مسئول بهینه‌سازی شرایط در هر دو قسمت داخلی و خارجی سلول برای دیپولاریزاسیون است. با پمپاژ سه یون سدیم با بار مثبت (Na+) به خارج از سلول، برای هر دو یون‌های پتاسیم پمپ شده با بار مثبت (K +)به داخل سلول، نه تنها پتانسیل استراحت از سلول ایجاد می‌شود، بلکه یک گرادیان غلظت نامناسب توسط افزایش غلظت سدیم در خارج از سلول و افزایش غلظت پتاسیم در داخل سلول ایجاد می‌شود. اگرچه مقدار زیادی پتاسیم در سلول و مقدار زیادی سدیم در خارج از سلول وجود دارد، پتانسیل استراحت ایجاد شده کانال‌های یونی وابسته به ولتاژ را در غشای پلاسما بسته نگه می‌دارد که مانع از انتشار یون‌هایی می‌شود که در سراسر غشای پلاسما پمپ شده‌اند، این یون‌ها از یک منطقه با غلظت کمتری پمپ شده‌اند. علاوه بر این، با وجود یون‌های پتاسیم غلظت بالا با بار مثبت، اکثر سلول‌ها حاوی اجزای داخلی (از بار منفی) هستند که برای ایجاد بار داخلی منفی جمع می‌شوند.

### دیپولاریزاسیون

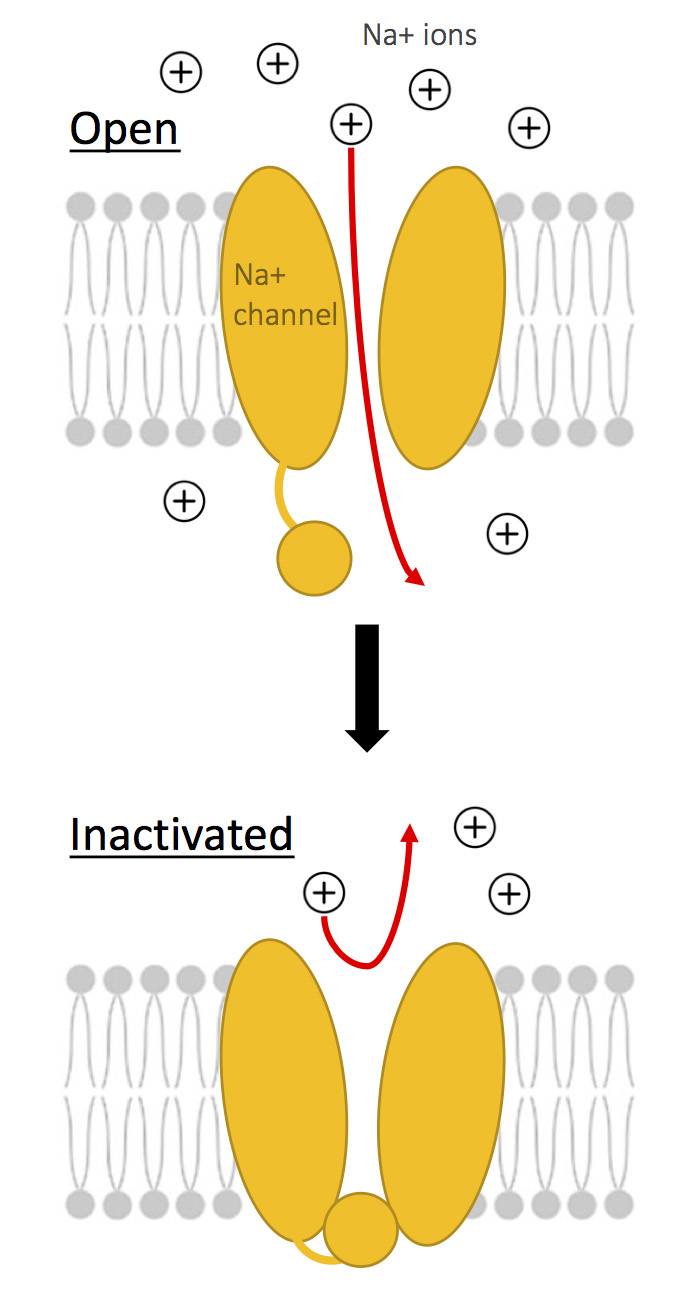
کانال سدیم وابسته به ولتاژ. کانال باز (بالا) دارای نفوذ یون‌های Na ^{+} است و باعث دیپولاریزه شدن می‌شود. با بسته شدن/غیرفعال شدن کانال (پایین)، دیپولاریزاسیون به پایان می‌رسد.

بعد از این ایجاد پتانسیل استراحت، سلول می‌تواند دپولاریزاسیون انجام دهد. در طول دیپولاریزاسیون، پتانسیل غشایی به سرعت از منفی به مثبت تغییر می‌کند. برای این که این تغییر در قسمت داخلی سلول سریع انجام شود، باید چندین اتفاق در طول غشای پلاسمایی سلول رخ دهد. در حالی که پمپ سدیم پتاسیم به کار خود ادامه می‌دهد، کانال‌های سدیم وکلسیم وابسته به ولتاژ، در طول زمانی که سلول در حال استراحت ذاتی بود بسته شده بودند، برای پاسخ به تغییر ذاتی ولتاژ باز می‌شوند. به محض این که یونهای سدیم به درون سلول برمیگردند، بار مثبت به فضای داخلی سلول اضافه می‌کنند و پتانسیل غشا را از حالت منفی به مثبت تغییر می‌دهد. هنگامی که فضای داخلی سلول مثبت تر می‌شود، دیپولاریزاسیون سلول کامل است و کانال‌ها مجدداً بسته می‌شوند.

### رپولاریزیسیون
پس از این که سلول دیپولاریزه شد، سلول یک تغییر بار نهایی داخلی انجام می‌دهد. پس از دیپولاریزاسیون، کانال‌های یونی سدیم وابسته به ولتاژ، وقتی که سلول در حال دیپولاریزه شدن بود باز بودند، دوباره بسته می‌شوند. بار مثبت افزایش یافته در داخل سلول، باعث بازشدن کانال‌های پتاسیم می‌شود. یون‌های پتاسیم (K+) شروع به حرکت کردن به پایین شیب الکتروشیمیایی (در جهت گرادیان غلظت و شیب الکتریکی تازه ایجاد شده) می‌کنند. با حرکت پتاسیم از سلول به خارج، پتانسیل درون سلول کاهش می‌یابد و یک بار دیگر به پتانسیل استراحت خود نزدیک می‌شود. پمپ پتاسیم سدیم در طی این فرایند به‌طور مداوم کار می‌کند.

## هایپرپولاریزاسیون
روند دفع مجدد باعث افزایش بیش از حد پتانسیل سلول می‌شود. یون‌های پتاسیم چنان حرکت می‌کنند که از آکسون خارج می‌شوند تا از پتانسیل استراحت تجاوز کنند و پتانسیل سلول جدید از پتانسیل استراحت منفی تر شود. پتانسیل استراحت در نهایت با بستن کلیه کانال‌های یون وابسته به ولتاژ و فعالیت پمپ یون سدیم پتاسیم دوباره برقرار می‌شود.

## نورون‌ها

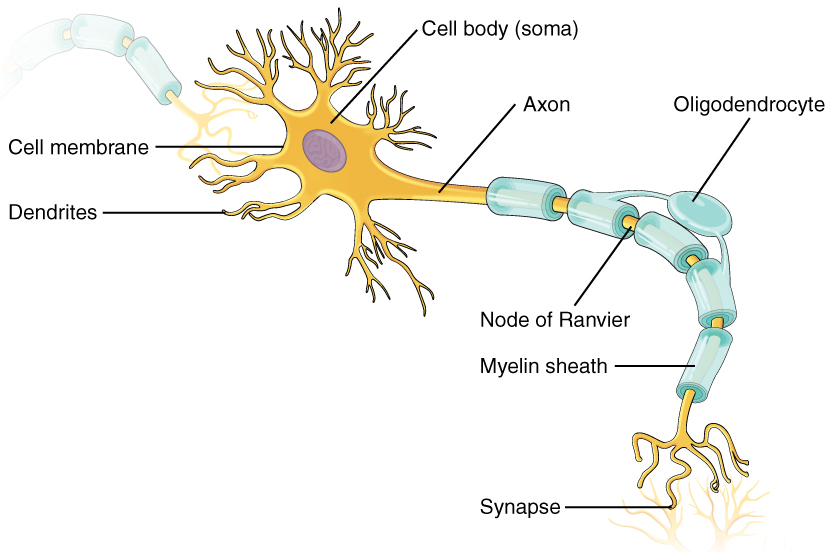
ساختار یک نورون

دیپولاریزاسیون برای کارکرد بسیاری از سلول‌های بدن انسان حیاتی است، که با انتقال محرک‌ها هم در داخل یک نورون و هم بین دو نورون مشخص می‌شود. دریافت کننده محرک‌ها، ادغام عصبی آن محرک‌ها و پاسخ نورون به محرک‌ها، همگی به توانایی نورون‌ها در استفاده از دیپولاریزاسیون برای انتقال محرک‌ها چه درون نورون، چه بین نورون‌ها وابسته است.

### پاسخ به محرک
تحریک نورون‌ها می‌تواند یک محرک فیزیکی، الکتریکی یا شیمیایی باشد که می‌تواند نورون تحریک شده را مهار کند یا تحریک کند. یک محرک مهاری به دندریت نورون منتقل می‌شود و باعث هایپرپلاریزاسیون نورون می‌شود. به دنبال هایپرپلاریزاسیون یک فعالیت بیش از حد ایجاد می‌شود که باعث کاهش زیاد ولتاژ درون نورون در حال پتانسیل استراحت می‌شود. با استفاده از فشار بیش از حد نورون، یک محرک مهاری بار منفی بیشتری را به همراه می‌آورد که باید برای دفع قطبی شدن استفاده شود. از طرف دیگر، محرک‌های انگیزشی باعث افزایش ولتاژ در نورون می‌شوند، که منجر به عصبی می‌شود که از لحاظ قطبی شدن از نورون یکسان در حالت استراحت آسان‌تر است. صرف نظر از تحریک یا مهاری، محرک‌ها برای ادغام از دندریت‌های یک نورون به بدن سلول عبور می‌کنند.

### تجمع محرک‌ها

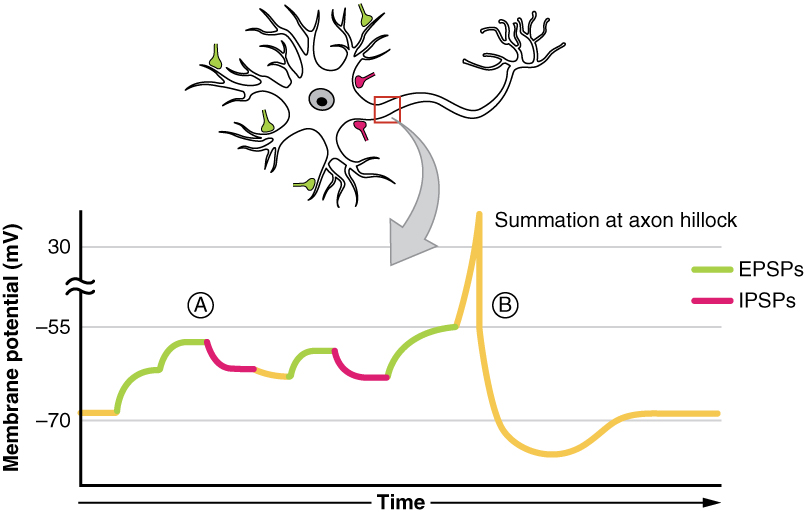
تجمع محرک‌ها در تپه آکسون

هنگامی که محرک‌ها به بدن سلول برسند، عصب باید قبل از پاسخ دادن به عصب، محرک‌های مختلفی را باهم ترکیب کند. محرک‌هایی که در تپه آکسون از دندریت‌ها پایین رفته‌اند، در جایی که برای تعیین پاسخ عصبی جمع شدهاند، همگرا می‌شوند. اگر مقدار محرک‌ها به یک ولتاژ معین برسد، که معروف به پتانسیل آستانه است، حرکت دیپولاریزاسیون از تپه آکسون به پایین آکسون ادامه می‌یابد.

### واکنش
افزایش دیپولاریزاسیون که از تپه آکسون به سمت ترمینال آکسون سفر می‌کند، به عنوان یک پتانسیل عمل شناخته می شود. پتانسیل‌های عملیاتی به ترمینال آکسون می‌رسند، جایی که پتانسیل عمل باعث ترشح انتقال دهنده‌های عصبی از نورون می‌شوند. انتقال دهنده‌های عصبی که از آکسون رها می‌شوند به تحریک سلول‌های دیگر مانند: سلول‌های عصبی دیگر یا سلول‌های ماهیچه ای ادامه می‌دهند. بعد از این که پتانسیل عملی به زیر آکسون نورون می‌رود، پتانسیل غشای استراحت آکسون باید قبل از پتانسیل عملی دیگری که بتواند آکسون را طی کند، ترمیم شود. این دوره به عنوان دورهٔ احیای نورون شناخته می‌شود، که در طی آن نورون نمی‌تواند پتانسیل عملی دیگری را منتقل کند.

### سلول‌های استوانه ای چشم
اهمیت و تطبیق پذیری دیپولاریزاسیون در سلول‌ها می‌تواند در رابطهٔ بین سلول‌های استوانه ای در چشم و نورون‌های مرتبط با آن‌ها دیده شود. هنگامی که سلول‌های استوانه ای در تاریکی قرار دارند، دیپولاریزه می‌شوند. در سلول‌های استوانه ای، دیپولاریزاسیون توسط کانال‌های یونی که به دلیل ولتاژ بالاتر سلول استوانه ای در حالت دیپولاریزه شده باز می‌شوند، حفظ می‌شود. کانال‌های یونی به کلسیم و سدیم اجازه می‌دهد تا آزادانه به داخل سلول منتقل شوند و حالت دیپولاریزه شده را حفظ کنند. سلول‌های استوانه ای در حالت دیپولاریزه شده به‌طور مداوم انتقال دهنده‌های عصبی را آزاد می‌کنند که به نوبت باعث تحریک اعصاب مرتبط با سلول‌های استوانه ای می‌شوند. هنگامی که سلول‌های استوانه ای در معرض نور قرار می‌گیرند، این چرخه شکسته می‌شود. جذب نور توسط سلول استوانه ای باعث می‌شود کانال‌هایی که ورود سدیم و کلسیم به سلول استوانه ای را تسهیل می‌کنند، بسته شود. وقتی که این کانال‌ها بسته می‌شوند، سلول استوانه ای انتقال دهنده عصبی کمتری تولید می‌کند، که توسط مغز به عنوان نور درک می‌شود. در مورد سلول‌های استوانه ای و نورون‌ها، دیپولاریزاسیون در واقع مانع از رسیدن سیگنال به مغز می‌شود که در مقابل تحریک انتقال سیگنال است.

## اندوتلیوم عروقی
اندوتلیوم یک لایه نازک از سلول‌های اپیتلیال سنگ‌فرشی ساده است که قسمت داخلی رگ‌های خونی و لنفاوی را خطی می‌کند. اندوتلیومی که رگ‌های خونی را خطی می‌کند، به عنوان اندوتلیوم عروقی شناخته می‌شود، که تحت فشار قرار گرفته و باید در برابر نیروهای جریان خون و فشار خون از سیستم قلبی عروقی مقاومت کند. برای مقاومت در برابر این نیروهای قلبی عروقی، سلول‌های اندوتلیال باید همزمان دارای ساختاری باشند که قادر به تحمل نیروهای گردش خون باشد و در عین حال سطح خاصی از انعطاف‌پذیری را در استحکام ساختار خود حفظ کند. این انعطاف‌پذیری در استحکام ساختاری اندوتلیوم، عروقی برای عملکرد کلی سیستم قلبی عروقی ضروری است. سلول‌های اندوتلیال موجود در رگ‌های خونی می‌توانند قدرت ساختار رگ‌های خونی را برای حفظ میزان عروقی بودن رگ خونی که در آن قرار دارند تغییر دهند، خطی کرده و از سفتی عروق جلوگیری کرده و حتی به تنظیم فشار خون در سیستم قلبی عروقی نیز کمک کنند. سلول‌های اندوتلیال با استفاده از دیپولاریزاسیون برای تغییر در قدرت ساختاری آن‌ها، این دستاوردها را به دست می‌آورند. هنگامی که یک سلول اندوتلیال تحت دیپولاریزاسیون قرار می‌گیرد، نتیجه کاهش قابل توجهی در استحکام و مقاومت ساختاری سلول است که با تغییر شبکه فیبرهایی که پشتیبانی ساختاری آن‌ها در اختیار این سلول‌ها قرار می‌دهد. دیپولاریزاسیون در اندوتلیوم عروقی نه تنها برای یکپارچگی ساختاری سلول‌های اندوتلیال، بلکه در توانایی اندوتلیوم عروقی برای کمک به تنظیم میزان عروق، جلوگیری از سفتی عروق و تنظیم فشار خون ضروری است.

## قلب

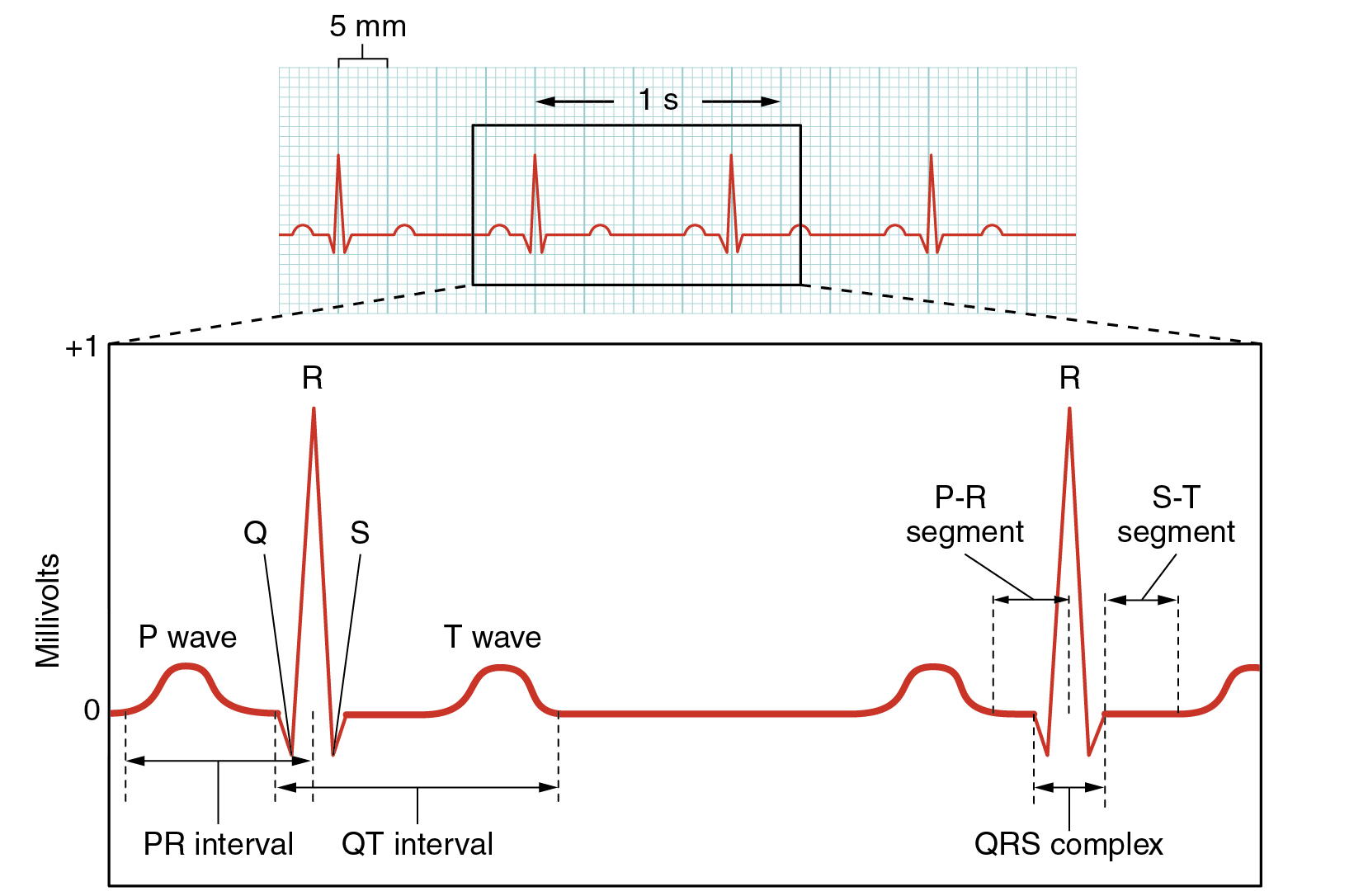
الکتروکاردیوگرام

دیپولاریزاسیون در چهار دریچه قلب رخ می‌دهد: ابتدا در هر دو دهلیز و پس از آن در هر دو بطن.
1. گره سینواتریال (SA) بر روی دیواره دهلیز راست شروع به دیپولاریزاسیون در دهلیز راست و چپ می‌کند و باعث انقباض می‌شود، که توسط موج P بر روی یک الکتروکاردیوگرام نشان داده می‌شود.
2. گره SA موج دیپولاریزاسیون را به گره دهلیزی (AV) می‌فرستد که با تأخیر در حدود ۱۰۰ میلی ثانیه برای جلوگیری از انقباض دهلیز و سپس باعث انقباض در هر دو بطن می‌شود، که در موج QRS مشاهده می‌شود. در همان زمان، دهلیز دوباره قطبی می‌شود و استراحت می‌کند.
3. بطن‌ها دوباره قطبی شده و در موج T آرام می‌شوند.

این روند به‌طور مرتب ادامه می‌یابد، مگر این که مشکلی در قلب ایجاد شود.

## مسدود کننده‌های دیپولاریزاسیون
داروهایی وجود دارند که مسدود کننده دیپولاریزاسیون نامیده می‌شوند که باعث قطبی شدن طولانی مدت می‌شوند که این اتفاق، توسط بازکردن کانال‌های مسئول دیپولاریزاسیون برای دیپولاریزه شدن، جلوگیری از بسته شدن و جلوگیری از دفع مجدد صورت می‌گیرد. مثال‌ها شامل: آگونیست‌های نکوتین، suxamethonium و decamethonium هستند.

## ّبیشتر بخوانید
- Neuroscience (2. ed.). Sunderland, Mass: Sinauer Assoc. 2001. ISBN 978-0-87893-742-4.